# Pusty Staw
Der Pusty Staw (Großer Heidsee) ist ein See bei Danzig (Gdańsk) auf der Wyspa Portowa („Hafeninsel“) in Polen. Der See liegt nur knapp über dem Meeresspiegel und hat eine Fläche von 7,5 ha. Er soll vor 3000 Jahren auf der Frischen Nehrung entstanden sein und liegt zwischen Ostsee und Toter Weichsel.

## Geographie
Der See liegt auf dem Gebiet des Stadtbezirks Stogi (Heubude). Etwa 250 Meter nördlich befindet sich der Jezioro Zajęcze (Kleine Heidsee).

## Geschichte
Im 17. Jahrhundert befand sich am See ein Herrenhaus und eine Brauerei der Danziger Ratsfamilie von der Beke. Zu Anfang des 19. Jahrhunderts wurde ein erstes Wirtshaus am See errichtet. Im Laufe des 19. und 20. Jahrhunderts entwickelte sich der kleine Ort Heubude zu einem beliebten Seebad in Stadtnähe. Der im Wald gelegene See gehörte zum Bereich des Kurgartens und bot zahlreiche Attraktionen. Mit dem Straßenbahnanschluss nahm der Tagestourismus einen regen Aufschwung.

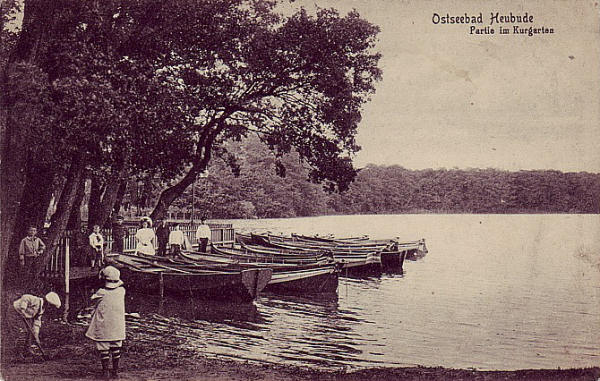
Der See um 1900

Nach 1945 kam der Tourismus am See zum Erliegen. Der Ort Stogi entwickelte sich zur Schlafstadt und gegen Ende des 20. Jahrhunderts waren Hafen, Logistikbetriebe und die Danziger Raffinerie nah an den Ort gerückt.

## Verkehr
Die Haltestelle Stogi Pasanil der Straßenbahnlinien 3 und 8 liegt nur 300 Meter vom See entfernt.